# Власково (Новгородская область)
Власково — деревня в Холмском районе Новгородской области, входит в Красноборское сельское поселение. Площадь территории относящейся к деревне — 4 га.
Деревня расположена на реке Вица, к югу от административного центра поселения — деревни Красный Бор, близ административной границы Новгородской и Псковской областей, на автодороге Р51 (Шимск — Невель). Власково находится на высоте 59 м над уровнем моря.

## Население
Постоянное население деревни — 1 чел. (2009).
| 2010 |
| ---- |
| 0    |